# Cacalia
Cacalia (L.) es un gran género de plantas de flores de la familia Asteraceae, se desarrollan en las regiones templadas del hemisferio norte, principalmente en Europa y Asia Menor. 
Las especies de Cacalia son conocidas como llantén indio. Muchas especies han sido reasignadas a los géneros Emilia, Arnoglossum, Cacaliopsis, Hasteola, Mikania, Parasenecio, Porophyllum, Psacalium y Rugelia, creando numerosas especies comúnmente conocidas como "llantén indio" de diferentes géneros.

## Especies
Cacalia adenostyloides --
Cacalia atriplicifolia ( syn.  de Arnoglossum atriplicifolium)
Cacalia cordifolia (syn. de Mikania cordifolia)
Cacalia diversifolia  (syn. de Arnoglossum diversifolium)
Cacalia hastata --
Cacalia kleinia --
Cacalia javanica
Cacalia mentrasto (syn. de Ageratum conyzoides)
Cacalia muehlenbergii (synonym de Arnoglossum muehlenbergii)
Cacalia porophyllum (syn. de Porophyllum ruderale) --
Cacalia ruderalis (syn. de Porophyllum ruderale)
Cacalia sonchifolia (syn. de Emilia coccinea)
Cacalia suaveolens (syn. de Hasteola suaveolens)
Cacalia tangutica --
Cacalia tuberosa (syn. de Arnoglossum plantagineum)